# Specter (film)
Specter (ス ペ ク タ?, Supekutā) è un cortometraggio del 2005 diretto da Junya Okabe.
Il film non è mai stato distribuito all'infuori del Giappone.

## Trama
Dopo aver ritrovato un alieno fuggitivo, l'agente della D.O.E. Tetsuya Terasaki viene incaricato di fermare una minaccia aliena e viene equipaggiata con l'armatura SPECTER. Giunto sul luogo in cui si trovano gli alieni, che stanno torturando due scienziati per costringerli a dare loro delle informazioni, Tetsuya sconfigge le creature e va a fare rapporto al quartier generale. Nel mentre, uno degli scienziati attiva accidentalmente un dispositivo che resuscita uno degli alieni morti che uccide uno dei due scienziati e rapisce quello superstite. Dopo un inseguimento, Tetsuya raggiunge lo scienziato e lo salva. In seguito affronta l'alieno che, giunto sulla sua astronave, tenta di sconfiggere l'agente. Dopo una dura battaglia, l'alieno viene sconfitto.